# 莫氏髭八角魚
莫氏髭八角魚，為輻鰭魚綱鮋形目杜父魚亞目八角魚科的其中一種，為溫帶海水魚，分布於東太平洋加拿大卑詩省北部至美國加州中部海域，棲息深度可達11公尺，體長可達8.9公分，棲息在水淺的岩石底質水域，生活習性不明。